# 三穂県
三穂県（さんすい-けん）は中華人民共和国貴州省黔東南ミャオ族トン族自治州に位置する県。

## 行政区画
下部に7鎮、2郷を管轄する。
- 鎮
  - 八弓鎮、台烈鎮、瓦寨鎮、桐林鎮、雪洞鎮、長吉鎮、良上鎮
- 郷
  - 滾馬郷、款場郷

## 交通

### 鉄道
- 中国鉄路総公司
  - 滬昆旅客専用線
    - 三穂駅

### 道路
- 高速道路
  - 滬昆高速道路
  - S84 天黄高速道路
- 国道
  - G320国道